# Винья-даль-Ферро, Джованни
Джованни Винья-даль-Ферро (итал. Giovanni Vigna dal Ferro; 1840, Болонья — 2 июля 1919, Генуя) — итальянский журналист и путешественник.
В 1858 году поступил в Болонский университет, но по окончании первого курса ушёл добровольцем в армию Сардинского королевства для участия в войне за объединение Италии. Не успев принять участие в боевых действиях из-за быстрого заключения мира, поступил в военное училище в Модене, получив офицерский чин, и до 1867 года служил офицером в пехоте: участвовал в присоединении Королевства Обеих Сицилий в 1860—1861 гг., в усмирении народных волнений в 1864 году в Турине (из-за переноса столицы объединённой Италии во Флоренцию), в австро-итальянской войне 1866 года и в подавлении крестьянских восстаний на Сицилии.
Выйдя в отставку, в 1867 году вернулся в Болонью, где начал изучать иностранные языки и выступил одним из основателей новой газеты L’Independiente (с итал. — «Независимый»), однако из-за участия в дуэли с другим журналистом был вынужден покинуть страну. Совершив путешествие через Францию, Германию и Скандинавию и помещая написанные в дороге корреспонденции в популярном римском журнале Il Fanfulla, он вернулся в Болонью в 1872 году и вновь принял участие, вместе с группой видных итальянских интеллектуалов включая Джозуэ Кардуччи, в создании оппозиционного издания — газеты Il Matto (с итал. — «Безумец»), в которой продолжил сотрудничество после того, как в 1874 году она была преобразована в газету La Patria (с итал. — «Родина»). В 1876 году министерством сельского хозяйства и торговли Италии был назначен секретарём итальянской делегации на Всемирной выставке в Филадельфии. После этого в течение пяти лет путешествовал по США, посылая корреспонденции в итальянские издания — прежде всего, в болонскую La Patria. В 1879 году был переводчиком Сары Бернар и суфлёром Томмазо Сальвини в ходе их американских гастролей. В 1881 году вернулся в Италию как собственный корреспондент газеты New York Herald на Международном географическом конгрессе в Венеции, в том же году опубликовал сборник своих американских репортажей под названием «Путешествие по американскому Дальнему Западу» (итал. Un Viaggio nel Far West Americana). Затем на некоторое время обосновался в Риме, где в течение года издавал англоязычный иллюстрированный еженедельник The Roman News.
В 1883 году через Индию и Австралию попал в Сиам, где задержался на некоторое время, консультируя местных военных относительно организации сиамской армии по итальянскому образцу. В 1884 году оказался в Гонконге, где поступил на службу личным секретарём к итальянскому послу в Китае Фердинандо де Луке, с резиденцией в Шанхае. Выучив китайский язык, исполнял также обязанности переводчика миссии, участвовал в визитах в Японию и Корею с коммерческими целями.
В 1888 году вернулся в Европу, занимался организацией итальянских торгово-промышленных выставок в разных странах. В 1893 г. возглавил итальянскую правительственную делегацию на Всемирной выставке в Чикаго, после чего до 1899 года осел в Нью-Йорке, занимаясь финансовыми операциями с китайскими предпринимателями. В 1900 году вернулся в Европу, чтобы принять участие в составе итальянской делегации во Всемирной выставке в Париже. Затем присоединился к итальянскому экспедиционному корпусу, направленному в Китай для подавления Ихэтуаньского восстания. После пребывания в Европе в 1901—1904 гг. вернулся в Китай для участия в ряде коммерческих проектов; освещал события Русско-японской войны для римской газеты La Tribuna. В 1906 году в Милане был опубликован отдельной брошюрой доклад Виньи «Китай и развитие итальянской торговли на Дальнем Востоке» (итал. La Cina e lo sviluppo del commercio italiano nell'estremo Oriente ). В 1911 году возвратился в Европу и был одним из организаторов Сиамской экспозиции на международной промышленной выставке в Турине, затем работал военным корреспондентом на Ливийской войне, по окончании которой окончательно обосновался в Италии и провёл последние годы жизни, занимаясь литературной работой.